# Raymond René Aiffre
Raymond René Aiffre est un peintre français né le 29 juillet 1806 à Rodez (Aveyron) et mort le 18 août 1867 à Paris 6e.

## Biographie
Raymond René Aiffre nait le 29 juillet 1806 à Rodez (Aveyron), fils de Charles René Aiffre, ouvrier imprimeur et de Marie Marguerite Gayrard, sœur du sculpteur et médailleur Raymond Gayrard qui est ainsi son oncle.
En 1825, il s'installe à Paris et intègre l'atelier de Guillaume Guillon Lethière à l'École des beaux-arts. Il présente quelques portraits pour sa première exposition en 1831.
Il réalise ensuite de nombreuses peinture historiques et religieuses, mais c'est dans le portrait, son genre de prédilection, qu'il donne sa pleine mesure. Il réalise notamment le portrait de Denys Affre, du député Félix Hippolyte Monseignat et de son oncle Raymond Gayrard.
Il meurt à son domicile au 5, rue de Savoie à Paris le 18 août 1867 des suites d'une attaque d'apoplexie.

## Œuvres
- Arpajon, mairie : Le Christ en croix[5].
- Clermont-Ferrand, hôtel de préfecture du Puy-de-Dôme : L'Impératrice Eugénie[6].
- Fontenay-le-Comte, mairie : Le Christ et les enfants[7].
- Grenoble, musée de Grenoble : Eugène-Louis Gabriel de Ferry de Bellemare[8].
- Paris, église Notre-Dame-des-Champs : Saint Joseph[9].
- Rodez ;
  - musée des Beaux-Arts Denys-Puech :
    - Mgr Affre, archevêque de Paris[10] ;
    - Le Roi Louis-Philippe[11] ;
    - Autoportrait[12].

  - cathédrale Notre-Dame : Le Martyre de saint Procule[13].
  - palais épiscopal : Cardinal Giraud archevêque de Cambrai, ancien évêque de Rodez[14].
  - mairie :
    - Le Calvaire[15] ;
    - Trait de la vie de saint Amans[16] ;
    - La Béatification de la Madeleine[17].
- Saint-Auban, mairie : Pietà[18].
- Trouville-sur-Mer, mairie : Le Christ apaisant la tempête[19].
- Villecresnes, église paroissiale Notre-Dame : Jésus parmi les enfants[20].

Œuvres de Raymond René Aiffre
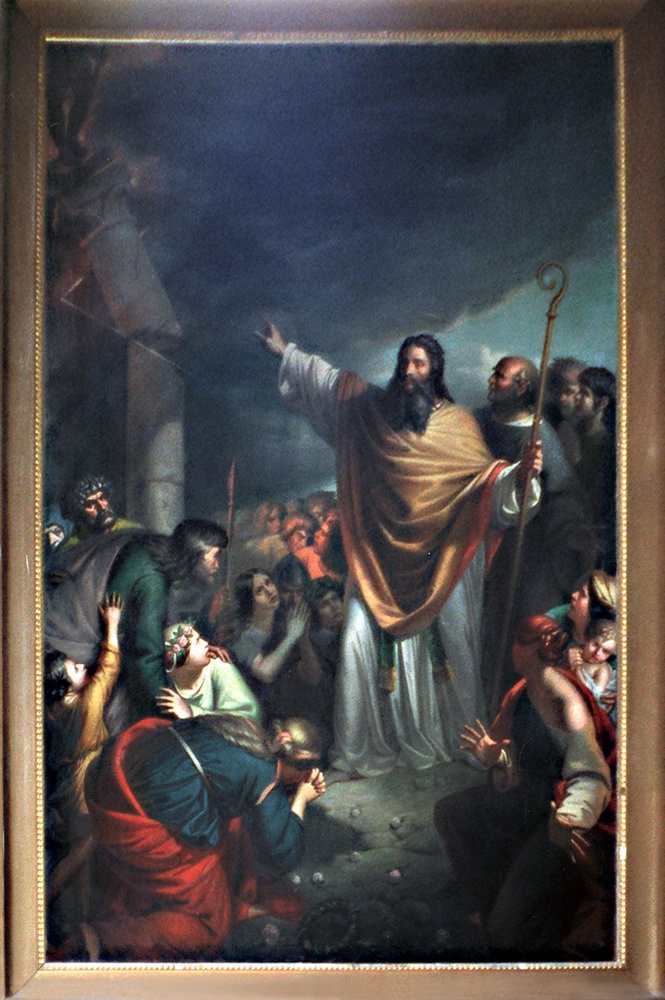
Trait de la vie de saint Amans, Rodez, mairie de Rodez.
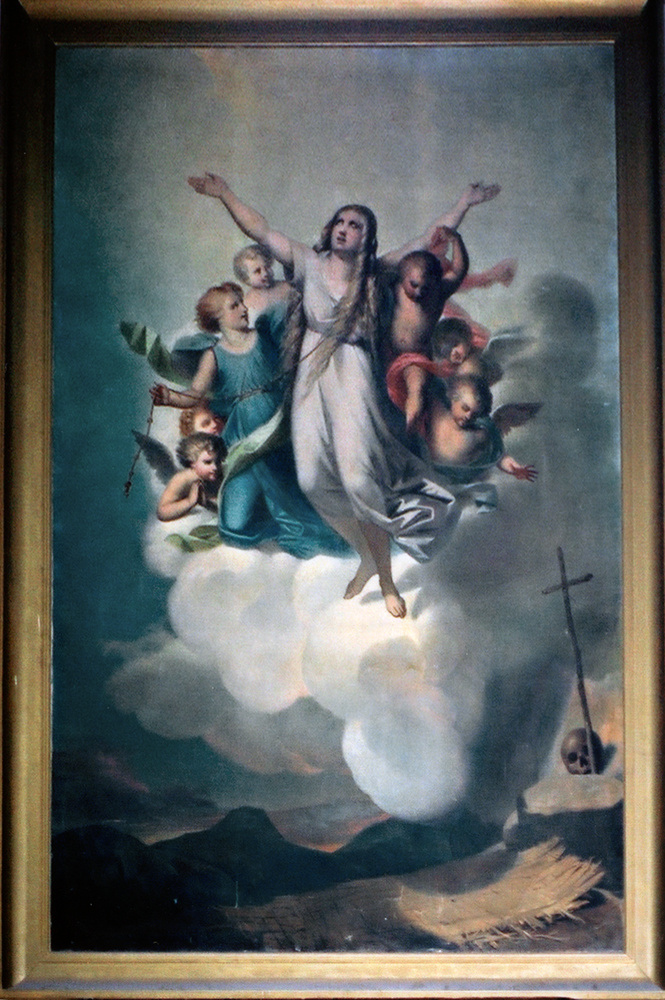
La Béatification de la Madeleine, Rodez, mairie de Rodez.
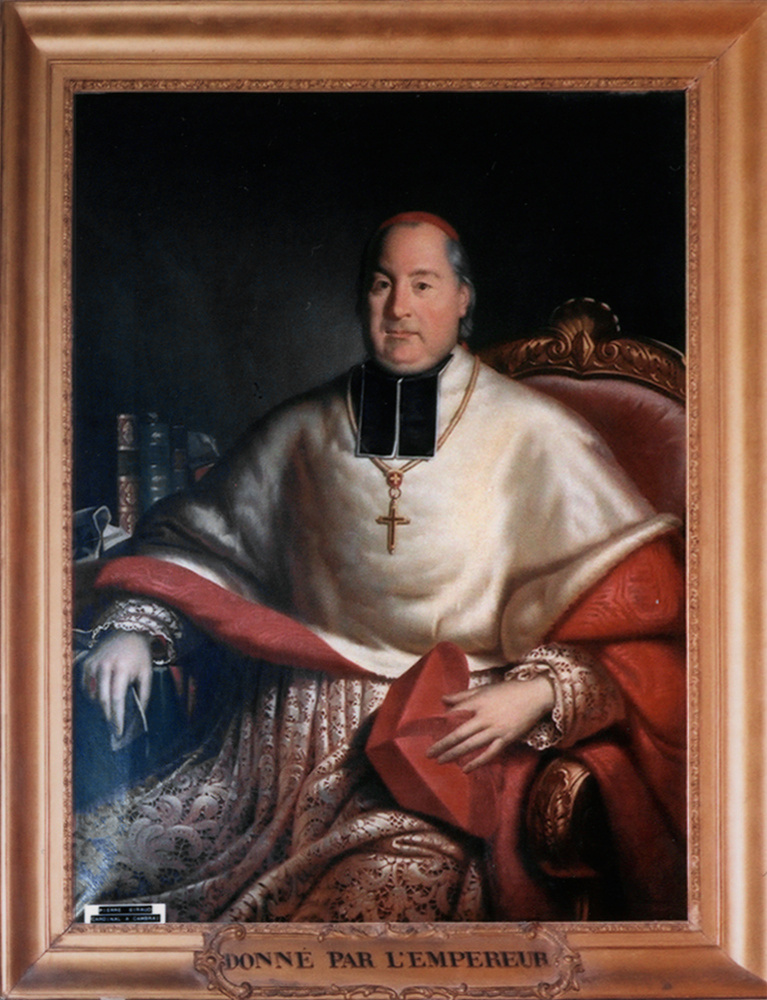
Cardinal Giraud archevêque de Cambrai, ancien évêque de Rodez, Rodez, palais épiscopal.